# すべての若き野郎ども (アルバム)
『すべての若き野郎ども』（原題：All the Young Dudes）は、モット・ザ・フープルが1972年に発表したアルバム。通算5作目で、CBSレコードへの移籍後としては初のアルバムである。

## 解説
先行シングル「すべての若き野郎ども」と同様、デヴィッド・ボウイがプロデュースを担当した。「スウィート・ジェーン」はヴェルヴェット・アンダーグラウンドのカヴァー。「レディー・フォア・ラヴ」ではミック・ラルフスが作詞・作曲・ボーカルを担当しており、同曲は、ラルフスがモット・ザ・フープル脱退後に結成したバッド・カンパニーのアルバム『バッド・カンパニー』（1974年）において、ポール・ロジャースがリード・ボーカルを担当した形で再演された。
シングル「すべての若き野郎ども」の成功もあって、母国イギリスのアルバム・チャートではバンドにとって初めて40位以上に達し、最高位は21位。アメリカでも、初めてBillboard 200でのトップ100入りを果たし、発表の翌年の1973年には89位に達した。
『ローリング・ストーン誌が選ぶオールタイム・ベストアルバム500』に於いて、484位にランクイン。

## 収録曲
Side 1
1. スウィート・ジェーン - "Sweet Jane" (Lou Reed) - 4:18
2. ママのかわいい宝物 - "Momma's Little Jewel" (Ian Hunter, Peter Watts) - 4:26
3. すべての若き野郎ども - "All the Young Dudes" (David Bowie) - 3:30
4. サッカー - "Sucker" (I. Hunter, Mick Ralphs) - 4:58
5. ジャーキン・クローカス - "Jerkin' Crocus" (I. Hunter) - 3:59

Side 2
1. 新しき若者たち - "One of the Boys" (I. Hunter, M. Ralphs) - 6:44
2. ソフト・グラウンド - "Soft Ground" (Verden Allen) - 3:17
3. レディー・フォア・ラヴ/アフター・ライト - "Ready for Love/After Lights" (M. Ralphs) - 6:45
4. 潜水夫 - "Sea Diver" (I. Hunter) - 2:54

### 2006年再発盤ボーナス・トラック
1. 新しき若者たち (DEMO) - "One of the Boys" (Demo version) - 4:18
2. ブラック・スコルピオ (DEMO) - "Black Scorpio" (Demo version of "Momma's Little Jewel") - 3:35
3. ライド・オン・ザ・サン (DEMO) - "Ride on the Sun" (Demo version of "Sea Diver") - 3:36
4. 新しき若者たち (UK Single Version) - "One of the Boys" (UK single version) - 4:21
5. すべての若き野郎ども - "All the Young Dudes" (David Bowie / Ian Hunter Vocal) - 4:25
6. サッカー (Live Version) - "Sucker" (Live 1973 at the Hammersmith Odeon) - 6:27
7. スウィート・ジェーン (Live Version) - "Sweet Jane" (Live 1973 at the Hammersmith Odeon) - 5:00

## 参加ミュージシャン
- イアン・ハンター - リード・ボーカル、ギター、ピアノ
- ミック・ラルフス - リード・ギター、バッキング・ボーカル、リード・ボーカル（B3）
- ヴァーデン・アレン - オルガン、バッキング・ボーカル、リード・ボーカル（B2）
- ピーター・ワッツ - ベース、バッキング・ボーカル
- デイル・グリフィン - ドラムス、バッキング・ボーカル

ゲスト・ミュージシャン
- デヴィッド・ボウイ - サックス、バッキング・ボーカル
- ミック・ロンソン - ストリングス・アレンジ、ブラス・アレンジ（B4）